# Kunnathur
Kunnathur (o Kunnattur) è una suddivisione dell'India, classificata come town panchayat, di 7.031 abitanti, situata nel distretto di Tirupur, nello stato federato del Tamil Nadu. In base al numero di abitanti la città rientra nella classe V (da 5.000 a 9.999 persone).

## Geografia fisica
La città è situata a 11° 16' 0 N e 77° 25' 0 E e ha un'altitudine di 304 m s.l.m..

## Società

### Evoluzione demografica
Al censimento del 2001 la popolazione di Kunnathur assommava a 7.031 persone, delle quali 3.505 maschi e 3.526 femmine. I bambini di età inferiore o uguale ai sei anni assommavano a 647, dei quali 335 maschi e 312 femmine. Infine, coloro che erano in grado di saper almeno leggere e scrivere erano 5.063, dei quali 2.796 maschi e 2.267 femmine.